# HMS Ajax (1935)
De HMS Ajax was een lichte kruiser van de Britse Royal Navy tijdens de Tweede Wereldoorlog. Het schip heeft tijdens de oorlog deelgenomen aan verschillende bekende zeeslagen.

## Geschiedenis

### Voor de Tweede Wereldoorlog
HMS Ajax werd op 12 april 1935 door de werf overgedragen aan de Royal Navy en enkele weken later in dienst gesteld. Ze ging toen opwerken in Noord-Amerikaanse wateren.
In 1939 vertrok HMS Ajax naar de Chileense kust waar ze humanitaire hulp verleende na een zware aardbeving. Jaren later werden de nog in leven zijnde bemanningsleden hiervoor onderscheiden door de Chileense regering.  

### Wapenfeiten tijdens de Tweede Wereldoorlog
Na het uitbreken van de Tweede Wereldoorlog ging ze patrouilleren in de wateren rond Zuid-Amerika, waar ze de Duitse koopvaarder Olinda tot zinken bracht en de Duitse koopvaarder Carl Fritzen en het passagiersschip Ussukuma onderschepte. Deze twee schepen brachten zichzelf tot zinken om te verhinderen dat de schepen door de Royal Navy gebruikt konden worden.
Tijdens de jacht op de Admiral Graf Spee was HMS Ajax het vlaggenschip van commodore Henry Harwood. Hoewel de Ajax zeven keer werd geraakt door de Admiral Graf Spee, slaagde het schip erin om samen met HMS Achilles en HMS Exeter de Admiral Graf Spee te beschadigen en haar op de vlucht te drijven.
De Admiral Graf Spee voer de neutrale haven van Montevideo in Uruguay binnen, maar mocht daar maar 72 uur blijven. De HMS Ajax en de HMS Achilles lagen op de loer buiten de haven en kapitein Hans Langsdorff besloot zijn schip net buiten Montevideo tot zinken te brengen.
Nadat de Admiral Graf Spee tot zinken was gebracht keerde de Ajax terug naar Engeland om tot juli 1940 in dok te gaan. Daarna werd de HMS Ajax gestationeerd in de Middellandse Zee.
In het Middellandse Zeegebied is de HMS Ajax erg actief geweest. Op 11 en 12 oktober viel het schip Italiaanse schepen aan bij Kaap Passero en bracht er twee torpedoboten tot zinken en bracht de Italiaanse torpedobootjager Artigliere ernstige schade toe. Daarna onderschepte de Ajax Duitse en Italiaanse konvooien op weg naar Kreta en bracht ze een aantal schepen tot zinken. Bij de Slag bij Taranto maakte HMS Ajax deel uit van het escorte van de vliegdekschepen. Het was de eerste zeeslag in de geschiedenis waarbij uitsluitend vliegtuigen werden gebruikt.
Tijdens de Duitse aanval op Kreta werd de HMS Ajax getroffen door bommen van Duitse Junkers Ju 87’s. Toch bleef het schip tot 29 mei Geallieerde troepen evacueren van Kreta naar Egypte. In juni verleende HMS Ajax vuursteun bij de operaties in Syrië. Vervolgens maakte ze deel uit van Force K in Malta en bleef daar tot mei 1942.
Van mei tot oktober 1942 was de HMS Ajax in Engeland voor herstelwerkzaamheden. Na deze dokbeurt keerde het schip terug naar de Middellandse Zee. Ze werd echter al snel opnieuw door bommen getroffen. Van mei tot oktober 1943 lag ze op de werf in New York en keerde na afloop terug naar de Middellandse Zee. Ze werd echter naar het noorden gedirigeerd om vuursteun te verlenen bij de landingen in Normandië. Tijdens D-Day verleende de HMS Ajax vuursteun bij de landingen op Gold Beach en nam ze later ook deel aan de landingen in Zuid-Frankrijk. Vervolgens opereerde de HMS Ajax in de Egeïsche Zee tijdens de herovering van Griekenland.

### Na de Tweede Wereldoorlog
Na de oorlog was HMS Ajax betrokken bij het incident met de Exodus, toen ze deel uitmaakte van een groep Britse oorlogsbodems die dit Joodse schip met overlevenden van de Duitse vernietigingskampen schaduwden om te voorkomen dat het zou aanleggen in Palestina.
In februari 1948 werd het schip van de sterkte afgevoerd en zou het worden verkocht aan de Indiase marine. Dit werd echter tegengehouden door Winston Churchill, die vond dat een schip met zo'n indrukwekkende staat van dienst beter gesloopt kon worden. Op 18 november 1949 kwam HMS Ajax aan in Newport om gesloopt te worden. Enkele onderdelen van het schip zijn bewaard gebleven: de bel van de HMS Ajax bevindt zich in Montevideo en het anker is een monument in het stadje Ajax in Ontario, Canada. Dit stadje is na de zeeslag bij Montevideo genoemd naar HMS Ajax.

## Bron
- Engelstalige Wikipedia (HMS Ajax)